# Tara Morice
Tara Morice (Hobart, Tasmania; 23 de junio de 1964) es una actriz, cantante y bailarina australiana,  conocida por haber interpretado a Fran en la película Strictly Ballroom y a Miss Raine en la serie Dance Academy.

## Biografía
Tara nació en Hobart, Tasmania, de niña vivió en Sídney, Alice Springs y Adelaida. Estudió la historia australiana e inglés en la Australian National University. 
En 1987 se graduó del National Institute of Dramatic Art (NIDA) con un curso en actuación.
Salió con al actor Geoff Morrell.
Tara estuvo casada con el actor y escritor Craig Pearce, con quien tuvo una hija, Ondine Pearce.

## Carrera
En 1991 apareció en el episodio "Mates" de la serie Police Rescue donde interpretó a Jenny.
Su primera participación en una película la obtuvo en 1992 en Strictly Ballroom donde interpretó a Fran; por su interpretación fue nominada al premio BAFTA en la categoría de "Mejor Actriz en un Papel Principal" y al Australian Film Institute. También apareció en el disco de la película, cantando a dúo con Mark Williams la canción "Time after Time".
Tara fue presentadora regular del programa infantil de Play School en 1989 y 1993.
De 1994 a 1999 apareció en las series Water Rats, Wildside y en Big Sky; así como en las películas Metal Skin y Hotel Sorrento y en la miniserie A Difficult Woman, donde interpretó a Susan Taylor.    
En 2000 apareció en las películas dramáticas hechas para la televisión Dogwoman: A Grrrl's Best Friend, Dogwoman: The Legend of Dogwoman y  Dogwoman: Dead Dog Walking, donde interpretó a Pauline O'Halloran. También apareció en cinco episodios de la serie dramática Something in the Air. Entre 2000 y 2003 apareció como el personaje recurrente Julie Dunkley en la serie cómica Grass Roots. 
De 2001 a 2004 apareció en las películas Jet Set, Moulin Rouge!, Hildegarde donde interpretó a Kim Powell, My Husband My Killer, Petal to the Metal: The Making of 'Metal Skin, Loot donde interpretó a Karen Doakes y Salem's Lot junto a Rob Lowe y Donald Sutherland; también apareció en la miniserie de drama y romance After the Deluge, donde dio vida a Dianne. 
En 2005 participó en cinco episodios de las series australianas Blue Heelers y en dos episodios de la exitosa serie Mcleod's Daughters donde interpretó a Michelle Hall-Smith la hermana de Stieve. Ese mismo año se unió a Second Chance donde dio vida a Edwinda. En 2006 apareció en la película Candy como la tía Katherine y en la miniserie de televisión Answered by Fire como Helen Waldman, compartiendo reparto con David Wenham.
En 2007 apareció en las películas Razzle Dazzle: A Journey into Dance, junto al actor Ben Miller, y  September. En 2008 escribió y dirigió el documental My Biggest Fan, que muestra su amistad con Mildred Levine, una abuela norteamericana, quien le escribió después de verla en la película Strictly Ballroom.
En 2009 apareció en la película dramática Miracle Fish.
En 2010 se unió como personaje principal de la serie Dance Academy donde interpretó a la señorita Lucinda Raine, hasta el final de la serie en 2013. Ese mismo año apareció como invitada en la aclamada serie australiana Home and Away, donde interpretó a Joanna Scott, la madre de April y Bianca Scott, quien llegó a la bahía de Europa solo para asistir a la boda de Bianca con Vittorio.

## Filmografía

### Series de televisión
| Año         | Título               | Personaje           | Notas                                |
| ----------- | -------------------- | ------------------- | ------------------------------------ |
| 2015        | Winter               | Judith Johansson    | 4 episodios - miniserie              |
| 2010 - 2013 | Dance Academy        | Miss Lucinda Raine  | 64 episodios                         |
| 2010        | Home and Away        | Joanna Scott        | 6 episodios                          |
| 2005 - 2007 | Mcleod's Daughters   | Michelle Hall-Smith | 2 episodios                          |
| 2005        | Blue Heelers         | Melanie Anderson    | 5 episodios                          |
| 2003        | After the Deluge     | Dianne              | miniserie                            |
| 2000 - 2003 | Grass Roots          | Julie Dunkley       | 6 episodios                          |
| 2000        | Something in the Air | Candy Rogers        | 5 episodios                          |
| 1999        | Wildside             | Rachel Duncan       | episodio # 2.11                      |
| 1998        | Water Rats           | Anne Milner         | episodio "Diminished Responsibility" |

### Películas
| Año  | Título                              | Personaje          | Notas                                                                                               |
| ---- | ----------------------------------- | ------------------ | --------------------------------------------------------------------------------------------------- |
| 2017 | Dance Academy: The Movie            | Miss Lucinda Raine | junto a Xenia Goodwin, Jordan Rodrigues, Keiynan Lonsdale, Dena Kaplan, Alicia Banit y Thomas Lacey |
| 2013 | 101 Cupcakes                        | Agnes Harvey       | corto - junto a Ivy Mak, Diane Craig y Shondelle Pratt                                              |
| 2013 | AttThe Fork                         | Narradora          | corto - junto a Jaz Allen, Samuel Lucas Allen y Anthony Cogin                                       |
| 2010 | Oranges and Sunshine                | Pauline            | junto a Hugo Weaving, David Wenham, Emily Watson y Geoff Morrell                                    |
| 2009 | Miracle Fish                        | Mamá               | junto a Kieran Darcy-Smith                                                                          |
| 2007 | September                           | Jennifer Hamilton  | junto a Kieran Darcy-Smith, Xavier Samuel, Mia Wasikowska y Sibylla Budd                            |
| 2007 | Razzle Dazzle: A Journey into Dance | Marianne           | junto a Ben Miller, Kerry Armstrong, Denise Roberts, Nadine Garner, Roy Billing y Jane Hall         |
| 2006 | Answered by Fire                    | Helen Waldman      | junto a David Wenham, Damien Garvey y Linda Cropper                                                 |
| 2006 | Candy                               | Tía de Katherine   | junto a Geoffrey Rush, Noni Hazlehurst, Nathaniel Dean y Damon Herriman                             |
| 2005 | Second Chance                       | Edwinda            | junto a Ben Mendelsohn, Genevieve O'Reilly, Rhys Muldoon, Jonny Pasvolsky y Geoff Morrell           |
| 2001 | My Husband My Killer                | Margaret Inkster   | junto a Colin Friels, Geoff Morrell, Chris Haywood, Linda Cropper, Bridie Carter y Abi Tucker       |
| 2001 | Moulin Rouge!                       | Acompañante        | junto a Nicole Kidman                                                                               |
| 2000 | Dogwoman: Dead Dog Walking          | Pauline O'Halloran | junto a Magda Szubanski                                                                             |
| 2000 | Dogwoman: The Legend of Dogwoman    | Pauline O'Halloran | junto a Magda Szubanski                                                                             |
| 2000 | Dogwoman: A Grrrl's Best Friend     | Pauline O'Halloran | junto a Magda Szubanski, Simon Lyndon, Raj Ryan y Robert Menzies                                    |
| 1997 | Square One                          | Margot             | junto a Aaron Jeffrey                                                                               |
| 1995 | Hotel Sorrento                      | Pippa Moynihan     | junto a Caroline Goodall, Joan Plowright, Ray Barrett, Caroline Gillmer y Nicholas Bell             |
| 1994 | Metal Skin                          | Savina             | junto a Aden Young, Ben Mendelsohn y Nadine Garner                                                  |
| 1992 | Strictly Ballroom                   | Fran               | junto a Paul Mercurio, Barry Otto y Gia Carides                                                     |

### Escritora y directora
| Año  | Película       | Notas                             |
| ---- | -------------- | --------------------------------- |
| 2009 | My Biggest Fan | directora, productora y escritora |

### Apariciones
| Año        | Programa                                        | Notas                           |
| ---------- | ----------------------------------------------- | ------------------------------- |
| 2013       | The Elegant Gentleman's Guide to Knife Fighting | 3 episodios - invitada especial |
| 2008       | Seed Hunter                                     | narradora                       |
| 1989, 1993 | Play School                                     | presentadora                    |

### Teatro
| Año  | Obra                                       | Personaje | Director (a)      | Teatro              | Notas                                                                   |
| ---- | ------------------------------------------ | --------- | ----------------- | ------------------- | ----------------------------------------------------------------------- |
| 2014 | Once in Royal David’s City                 | -         | Eamon Flack       | Upstairs Theatre    | junto a Helen Morse, Brendan Cowell, Anthony Phelan y Harry Greenwood   |
| 2012 | An Officer & A Gentleman                   | -         | Simon Phillips    | Lyric Theatre       | junto a Bartholomew John, Kate Kendall y Peter Hardy                    |
| 2011 | Fat Swan                                   | -         | Garry Scale       | Ensemble Theatre    | junto a Lisa Adam, Trevor Ashley y Brendan Moar                         |
| 2010 | Animals Out of Paper                       | -         | -                 | Ensemble Theatre    | junto a Arka Das y Drayton Morley                                       |
| 2005 | Love Letters                               | -         | John Clark        | Parade Theatre      | junto a Steve Bisley, Justine Clarke y Cornelia Frances                 |
| 2002 | Spinning into Butter                       | -         | Adam Cook         | Ensemble Theatre    | junto a Myles Conti, Peter Mochrie, Brett Hicks-Maitland y Bill Young   |
| 2001 | Morning Sacrifice                          | -         | Jennifer Flowers  | -                   | junto a Vanessa Downing, Merridy Eastman y Genevieve Lemon              |
| 2001 | The Laramie Project                        | -         | Kate Gaul         | Belvoir St. Theatre | junto a Josef Ber, Russell Dykstra, Anthony Phelan y Alicia Talbot      |
| 2000 | Sweet Road                                 | -         | Maeliosa Stafford | Independent Theatre | junto a Tony Barry, Jeremy Callaghan, Pia Miranda y Susan Prior         |
| 1999 | Secret Bridesmaids' Business               | -         | Catherine Hill    | Malthouse Theatre   | junto a Rachael Beck, Kate Johnston y Fred Whitlock                     |
| 1998 | Love for Love                              | -         | David Berthold    | Drama Theatre       | junto a Lyn Collingwood, Joel Edgerton y Christopher Stollery           |
| 1996 | Wolf Lullaby                               | -         | John O'Hare       | Stables Theatre     | junto a Lucy Bell, Anthony Phelan y Sean O'Shea                         |
| 1995 | The Moonwalkers                            | -         | Ros Horin         | Stables Theatre     | junto a Shane Bourne, Greg Ulfan y Linden Wilkinson                     |
| 1992 | The Merchant of Venice                     | -         | Carol Woodrow     | Royal Theatre       | junto a John Adam, John Bell, Grant Bowler y Suzi Dougherty             |
| 1992 | Richard III                                | -         | John Bell         | Royal Theatre       | junto a John Adam, Grant Bowler y Suzi Dougherty                        |
| 1992 | Hamlet                                     | -         | John Bell         | Royal Theatre       | junto a Grant Bowler, Suzi Dougherty y Christopher Stollery             |
| 1991 | Mongrels                                   | -         | Rhys McConnochie  | Ensemble Theatre    | junto a Julie Hamilton, Tony Sheldon y John Howard                      |
| 1990 | The Venetian Twins                         | -         | John Bell         | Playhouse Theatre   | junto a Terry Bader, Drew Forsythe, Genevieve Lemon y Helen Noonan      |
| 1990 | Rome Tremble-Crumbs From a Feast of Callas | -         | Helmut Bakaitis   | Wharf Theatre       | junto a Wendy De Waal, John Pantelis, John Paramor y Kerry Walker       |
| 1989 | After Dinner                               | -         | Ian Watson        | Stables Theatre     | junto a Anne Byron, Andrew Gilbert, Lorna Lesley y Tim McKenzie         |
| 1988 | Strictly Ballroom                          | -         | Baz Luhrmann      | -                   | junto a Glenn Keenan, Lisa Kelly, Genevieve Mooy y Craig Pearce         |
| 1988 | 1841                                       | -         | John Gaden        | Drama Theatre       | junto a Don Barker, Gillian Jones, Christopher Stollery y Steven Vidler |
| 1987 | A Journey Through Peer Gynt                | -         | Doreen Hogan      | Canberra Theatre    | junto a Stuart Bennett, Clarissa House y Christopher Stollery           |
| 1987 | The Big Shiny Frock Show                   | -         | Ian Watson        | Parade Theatre      | junto a Stephen Gamba, Richard Mellick y William Usic                   |
| 1987 | Under a Weeping Sky                        | -         | Mark Gaal         | Parade Theatre      | junto a Gillian Clark, Jerome Ehlers, Rebecca Frith y William Usic      |
| 1986 | Thark                                      | -         | John Tasker       | NIDA Theatre        | junto a Gillian Clark, Joseph Clements, Melinda Frith y Steve Hardman   |
| 1977 | The Cherry Orchard                         | -         | Ian Watson        | NIDA Theatre        | junto a Stephen Gamba, Richard Mellick y William Usic                   |

## Premios y nominaciones
| Año  | Categoría                   | Premio           | Película          | Resultado |
| ---- | --------------------------- | ---------------- | ----------------- | --------- |
| 1993 | Best Actress                | BAFTA Film Award | Strictly Ballroom | Nominada  |
| 1992 | Best Actress in a Lead Role | AFI Award        | Strictly Ballroom | Nominada  |